# 亞歷山大·史克里亞賓
亚历山大·尼古拉耶维奇·斯克里亚宾（羅馬化：Alexander Nikolayevich Scriabin；1872年1月6日—1915年4月27日），俄國作曲家、鋼琴家。既是神秘主義者，也是由浪漫主義音樂過渡到無調性音乐的先驅。

## 生平
斯克里亚宾出生在莫斯科的一个贵族家庭。他的母亲在他1岁的时候患肺结核不幸去世。他的父亲因公远赴土耳其，把尚在襁褓之中的斯克里亚宾留给了他的祖母和他父亲的姑妈。他很早就跟随尼古拉·兹维列夫学习钢琴课，当时拉赫玛尼诺夫也是兹维列夫的学生。后进入莫斯科音乐学院，随瓦西里·萨夫诺夫学习钢琴，随安东·阿连斯基以及谢尔盖·塔涅耶夫学习作曲和乐理（这两位也曾教过拉赫玛尼诺夫）。
斯克里亚宾的手很小，刚刚能够到一个八度（也因为这一点，后来他的手在练习要求跨度更大的曲子时受伤），但那时他还是成了一位小有名气的钢琴家。早期的斯克里亚宾对弗里德里希·尼采的超人理论很感兴趣，后期又转向通神论，他的音乐作品和音乐观念深受这两者的影响。1909年－1910年，斯克里亚宾定居布塞塞尔期间，开始关注让·德尔维勒的神智学者运动，并研读了他关于海倫娜·布拉瓦茨基的书籍。身为神智学者同时也是作曲家的戴恩·鲁迪雅写斯克里亚宾是：“复兴的西方文化新音乐的伟大先驱，未来后辈音乐家之父”，也是给“拉丁反对分子和他们的门徒，斯特拉文斯基和勋伯格那一伙人的教条音乐”的一剂解药。
忧郁症困扰了斯克里亚宾一生，最终他在莫斯科去世，死因是割破嘴唇的伤口导致了败血病。他在去世前一直在策划一个多媒体作品，并准备在喜马拉雅山上表演，他认为这样可以开启世界末日，“这种宗教意义上所有艺术形式的辉煌大融合，将宣告新世界的诞生。”（AMG [1]）。最终这个作品和这项神秘活动（Mysterium）都未能实现。
斯克里亚宾不是俄国政治家维亚切斯拉夫·莫洛托夫的舅舅，尽管莫洛托夫的本姓是斯克里亚宾。西蒙·蒙特费奥雷所著的斯大林传中说莫洛托夫和作曲家除了姓氏没有半点相似之处。
擅长演绎斯克里亚宾的钢琴家包括弗拉基米尔·索夫罗尼茨基，弗拉基米尔·霍洛维茨和斯维亚托斯拉夫·里赫特。
根据出版资料显示，斯克里亚宾早夭的儿子尤利安·斯克里亚宾也是一位天赋很强的作曲家。

## 作品

### 交響曲
- 第1號交響曲，Op.26（1900），6樂章，終樂章有合唱（史克里亞賓作词）。旋律優美，充滿華格納式的配器與和聲，標準後期浪漫派的曲子，終曲的賦格式合唱很可能是他畢生唯一對外發表的此類作品。
- 第2號交響曲，Op.29（1897–1901），5樂章。第三樂章的官能美、鳥鳴般的木管樂極具特色，終樂章的第一主題非常壯觀宏偉，而且曲式明確，是他的旋律中較少見的。這個樂章具有很強的慶典性格。結尾用第三樂章的小結尾主題來導入，造成全曲高潮與達到統一性。
- 交響曲第3號，Op.43「神聖之詩（Le divin poème）」（1902－04），3樂章。具有非常刺激性的旋律、配器及和聲，不過在當時不能算是很前進的作品。第一樂章曲式即興，非常冗長。第二樂章充滿興奮的官能感，終樂章則是用第二樂章的主題來造成高潮，最後全曲在第一樂章的第一主題的高鳴聲中結束。
- 交響曲第4號，Op.54「狂喜之詩（Le poème de l'extase）」（1905－08），單一樂章。這是類似交響詩的單樂章作品，是他的管弦樂作品中最著名的，原名「高潮詩」，是為了描寫性高潮而寫的。由此就可以了解本曲有多麼的標新立異了，在初演後也令人異論紛紛。[來源請求]不過這首曲子中創新的管弦樂法，大膽揮灑的技巧，華麗壯偉的音色，使它到現在已成為經典了。
- 交響曲第5號，Op.60「火之詩（Prométhée - Le poème de feu）」（1909－10），單一樂章，附鋼琴與合唱（無詞）。類似鋼琴協奏曲，不過曲式比較複雜、曖昧不明，時而出現無調的段落。全篇有一種不可思議的神秘意味，結尾的無詞合唱更是如此。

### 其他管弦樂曲
- d小調交響詩（1896－97），未完成，但已有補筆完成版。無作品編號。
- 交響樂章「夢（Rêverie）」，Op.24（1898），極為短小但充滿華麗慵懶的世紀末氣氛。
- 弦樂的行版（Andante）（1899），無作品編號。
- 天啟秘境（Preparation for the Final Mystery，或Mysterium, Prefatory Act），直譯為「為最終神秘的準備工作」或「神秘，序幕」，包括管風琴、兩架鋼琴、一位女高音、雙合唱團和管弦樂團的作品；作者並未完成，由Alexander Nemtin整理補足而得以演出，分為三部份（Part），長約3小时；其中Part I-Universe在蘇聯時期已有基里尔·康德拉辛指揮的錄音，完整的錄音目前則僅有阿胥肯納吉的。Alexander Nemtin還曾改編14首史克里亞賓的晚期鋼琴曲，成為一套名「Nuances」的管弦樂芭蕾舞音樂。

### 協奏曲
- 升F小調鋼琴協奏曲，Op.20（1896－97），3樂章。属斯克里亚宾早期作品，是他唯一一部钢琴协奏曲，也是他首部包含管弦乐队的作品。与柴可夫斯基与拉赫玛尼诺夫的钢琴协奏曲同属俄罗斯最知名的钢琴协奏曲。
- A小調幻想曲（Fantasy for piano and orchestra in A minor），無作品編號（1889），為鋼琴與管弦樂所作，長約9分鐘。

### 室內樂
- 為法國號和鋼琴的浪漫曲（Romance），C大調（1897），無作品編號。

### 歌曲
- 詠嘆調（Aria，1891），似乎來自他未完成的歌劇，無作品編號。
- 浪漫曲（Romance，1894），無作品編號。

### 鋼琴奏鳴曲
- 幻想奏鳴曲（Sonate-fantaisie，1886），二樂章。無作品編號，很晚才發現的年輕時代作品
- 降e小調鋼琴奏鳴曲（1889），未完成。
- 第1號鋼琴奏鳴曲，Op.6（1892），4樂章。
- 第2號鋼琴奏鳴曲「幻想奏鳴曲（Sonata Fantasy）」，Op.19（1892－97），2樂章。
- 第3號鋼琴奏鳴曲「心理状態」，Op.23（1897－98），4樂章。
- 第4號鋼琴奏鳴曲，Op.30（1903），2樂章。
- 第5号钢琴奏鸣曲，Op.53（1907），單一樂章（以下奏鳴曲均是）。
- 第6號钢琴奏鸣曲，Op.62（1911）。
- 第7號鋼琴奏鳴曲「白彌撒（White Mass）」，Op.64（1911－12）。
- 第8號鋼琴奏鳴曲，Op.66（1912－13），實際是他最後寫作的奏鳴曲。
- 第9號鋼琴奏鳴曲「黒彌撒（Black Mass）」，Op.68（1911－13）。
- 第10號鋼琴奏鳴曲，Op.70（1913）。

### 其他鋼琴曲
- f小調華爾滋（Valse），Op.1（1885）
- 3首小品（3 Pieces），Op.2（1887－89）
- 10首馬厝卡舞曲（10 Mazurkas），Op.3（1889）
- 快板降e小調（Allegro appassionato），Op.4（1892出版）
- 2首夜曲（2 Nocturnes），Op.5（1890）
- 2首馬厝卡風即興曲（Deux impromputus a la mazur），Op.7（1892）
- 12首練習曲（Douze études），Op.8（1894）。第十二首较为著名。
- 為左手的兩首小品（2 Pieces pour le main gauche[2 Pieces for left hand]），Op.9（1894）
- 2首即興曲（2 Impromptus），Op.10（1894）
- 24首前奏曲（24 Preludes），Op.11（1888－96）。
- 2首即興曲（2 Impromptus），Op.12（1895）
- 6首前奏曲（6 Preludes），Op.13（1895）
- 2首即興曲（2 Impromptus），Op.14（1895）
- 5首前奏曲（5 Preludes），Op.15（1895－96）
- 5首前奏曲（5 Preludes）Op.16（1894－95）
- 7首前奏曲（7 Preludes），Op.17（1895－96）
- 演奏會用快板（Allegro de concert），Op.18（1896）
- 波蘭舞曲（Polonaise），Op.21（1897－98）
- 4首前奏曲（4 Preludes），Op.22（1897－98）。
- 9首馬厝卡舞曲（9 Mazurkas），Op.25（1899）
- 2首前奏曲（2 Preludes），Op.27（1899－1900）
- 幻想曲b小調（Fantaisie），Op.28（1900），
- 4首前奏曲（4 Preludes），Op.31（1903）
- 2首詩曲（Deux poemes），Op.32（1903）。第一首極有名，有份淡淡的哀愁感。
- 4首前奏曲（4 Preludes），Op.33（1902－03）
- 悲劇之詩（Poeme tragique），Op.34（1903）
- 3首前奏曲（3 Preludes），Op.35（1903）
- 悪魔之詩（Poeme Satanique），Op.36（1903），可愛而有活力的小曲子。
- 4首前奏曲（4 Preludes），Op.37（1903）
- 華爾滋（Valse），Op.38（1903）
- 4首前奏曲（4 Preludes），Op.39（1903）
- 2首馬厝卡舞曲（2 Mazurkas）Op.40（1902－03）
- 詩曲（Poeme），Op.41（1903）
- 8首練習曲（Huit etudes）Op.42（1902－03）。
- 2首詩曲（Deux poemes），Op.44（1905）
- 3首小品（Trois pieces），Op.45（1904－05）
- 詼諧曲（Scherzo），Op.46（1905）
- 用華爾滋風格（Quasi-valse），Op.47（1905）
- 4首前奏曲（4 Preludes），Op.48（1905）。
- 3首小品（Trois pieces*）Op.49（1905）
- 相簿的書頁（Feuille d'album）（1905？），無作品編號。
- 4首小品（Quatre pieces），Op.51（1906）。
- 3首小品（Trois pieces），Op.52（1905）。第二首「謎」可能是他最初的無調性作品。
- 4首小品（Quatre morceaux[4 Pieces]），Op.56（1907－08）
- 2首小品（Deux pieces），Op.57（1906－07）
- 相簿的綴飾（Feuillet d'album[Album-Leaf]），Op.58（1910），無調性的曲子。
- 2首小品（Deux pieces*[2 Pieces*]），Op.59（1910）
- 夜詩曲（Poeme-Nocturne），Op.61（1911－12），為他最長的鋼琴曲之一（奏鳴曲除外），亦有管弦樂版。
- 2首詩曲（Deux poemes*）Op.63（1911）
- 3首練習曲（Trois etudes）Op.65（1912）。無調性，分別是右手九度、七度與五度的練習。
- 2首前奏曲（2 Preludes）Op.67（1912－13）
- 2首詩曲（Deux poemes），Op.69（1912－13）
- 2首詩曲（Deux poemes），Op.71（1914）
- 詩曲「朝向火焰」（Poeme "Vers la flamme"），Op.72（1914）。本是為了管弦樂曲而構想，非常有獨創性，力量驚人，雖然幾乎沒有旋律的要素，但其一直向著頂點前進的態勢是驚人的，最後達到炙烈的高潮。
- 2首舞曲（2 Danses），Op.73（1914）。是為了未完成的「神秘劇」中的場景所作。
- 5首前奏曲（5 Preludes），Op.74（1914）。斯克里亞賓自己解釋“本組作品如同水晶般，可以反射出不同的光和色彩。”[來源請求]

## 軼事
阿图尔·鲁宾斯坦在《我的青年时代》中提到自己很喜欢斯克里亚宾的音乐，当与斯克里亚宾合作时被问及“最喜欢的作曲家是谁”，鲁宾斯坦回答“勃拉姆斯”。斯克里亚宾因此大怒，反问“你怎么能同时喜欢这个可怕的作曲家和我呢？当我在你这个年纪我自认为只爱肖邦，后来成为瓦格纳的热爱者。可现在，我仅仅是斯克里亚宾的崇拜者而已！」并大发雷霆，当场离去。